# Pareronia valeria
Pareronia valeria is een vlindersoort uit de familie van de Pieridae (witjes), onderfamilie Pierinae.
Pareronia valeria werd in 1776 beschreven door Cramer.

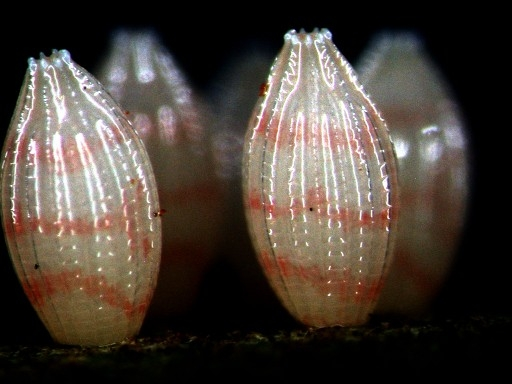
Eitjes
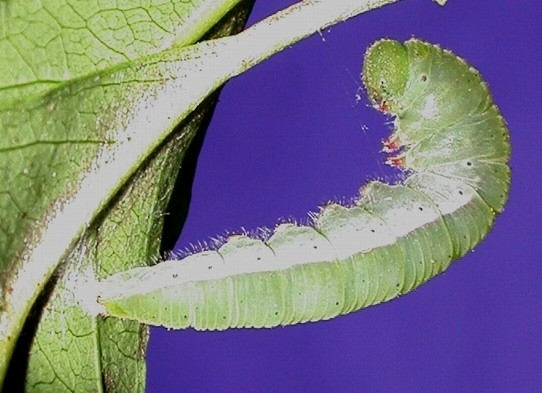
Verpoppende rups
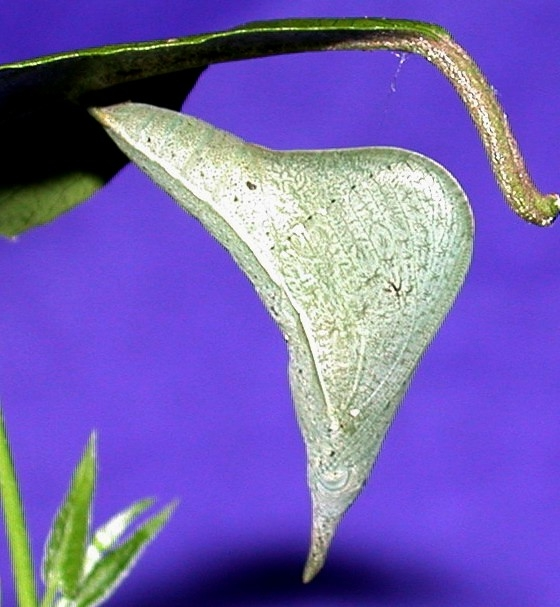
Pop